# Drevjemoen
Drevjemoen est une localité du comté de Nordland, en Norvège.

## Géographie
Administrativement, Drevjemoen fait partie de la kommune de Vefsn.